# Кодеин
Кодеин или 3-метилморфин (природни изомер од метил морфина) је опијат који се користи у медицини као аналгетик и антидиуретик. Кодеин је други алкалоид по доминантности у опијуму (до 3%); много више преовладава у иранском маку (Papaver bractreatum). Сматра се дрогом средње класе.
Кодеин се користи за лечење болова, као и за ослобађање од кашља.